# Thanduyise Khuboni
Thanduyise Abraham Khuboni (ur. 22 maja 1986 w Durbanie) – południowoafrykański piłkarz występujący na pozycji pomocnika.
Khuboni grał jako defensywny pomocnik. W latach 2006–2014 był zawodnikiem Golden Arrows, w latach 2014-2016 - Mpumalanga Black Aces, a w latach 2016-2017 - Highlands Park. W reprezentacji swojego kraju zagrał 26 razy. Zadebiutował w niej 27 stycznia 2010 roku w spotkaniu z Zimbabwe. W tym samym roku został powołany do składu na mistrzostwa świata.